# Stathis Gauntlett
Stathis Gauntlett (* 1949) ist ein britischer Neogräzist, der in Australien lehrt.
Gauntlett studierte Medieval and Modern Languages an der Universität Oxford und wurde mit einer Dissertation zu Poetik und Performanz der Rebetika zum Ph.D. promoviert. Anschließend war er 25 Jahre lang Dozent für Neugriechisch an der Universität Melbourne, bevor er 1998 die Gründungsprofessur für Hellenic Studies an der La Trobe University antrat. Seit seiner Emeritierung ist er Senior Honorary Research Fellow am Melbourne Conservatorium of Music. Gauntlett ist Fellow der Australian Academy of the Humanities.
Gauntlett gilt als führender Experte auf dem Gebiet der Rebetika.

## Schriften (Auswahl)
- Antiquity at the musical margins: rebetika, ‘ancient’ and modern, in: Byzantine and Modern Greek Studies Band 39, 2015, S. 98–116.
- The Diaspora Sings Back: Rebetika Down Under, in: Dimitris Tziovas (Hrsg.): Greek Diaspora and Migration since 1700. Ashgate, Farnham 2009.
- (Hrsg. mit Gavin Betts und Thanasis Spilias): Vitsentzos Kornaros, Erotokritos. A translation with introduction and notes. Brill, Leiden 2004.
- Between Orientalism and Occidentalism. The contribution of Asia Minor refugees to Greek popular song, and its reception, in: Renée Hirschon (Hrsg.): Crossing the Aegean. An appraisal of the 1923 compulsory population exchange between Greece and Turkey. Oxford & New York, Berghahn 2003, 247–260.
- (Hrsg.): Μιχάλης Γενίτσαρης, Μάγκας από μικράκι – Αυτοβιογραφία. Δωδώνη, Athen 1992.
- Rebetika carmina Graeciae recentioris. A contribution to the definition of the term and the genre rebetiko tragoudi through detailed analysis of its verses and of the evolution of its performance. Denise Harvey 1985.
- mit Margaret G. Carroll: Images of the Aegean. An Anthology of Modern Greek Poetry. Annotated with Metrical Appendix. 1976.